# Северный Гринвич (станция метро)
Северный Гринвич (англ. North Greenwich) — станция Юбилейной линии лондонского метро. Находится между станциями «Кэнэри-Уорф» и «Кеннинг Таун», во второй и третьей тарифной зоне. Несмотря на своё название, не находится в районе, исторически известном как Северный Гринвич, на Собачьем острове, к северу от Темзы. Станция расположена ближе к Чарльтону, чем к Гринвичу. Однако Чарльтон находится на самой северной оконечности Королевского округа Гринвич, что, возможно, определило название.

## Описание
Станция открылась 14 мая 1999 года в результате продления Юбилейной линии. Находится рядом с «Куполом тысячелетия» на северной оконечности полуострова Гринвич, на южном берегу Темзы. Это самая восточная подземная станция на линии лондонского метрополитена.

## Изображения
- Станция «Северный Гринвич»
- Вход на станцию
- Вестибюль
- Эскалаторы
- Восточная платформа